# Deutscher Verein für Leibesübungen Olympia
Der Deutsche Verein für Leibesübungen Olympia war ein als Sportverein getarnter rechtsradikaler Wehrverband, der zwischen 1920 und 1926 in Berlin und dessen näherem Umland aktiv war. Der Großteil seiner Mitglieder wechselte im Sommer und Herbst 1926 zur SA.

## Entwicklung
Der Verein wurde im Mai 1920 von Freikorps-Mitgliedern gegründet, deren Verbände nicht in die Reichswehr übernommen bzw. nach dem Kapp-Putsch aufgelöst worden waren. Der Personalstamm kam aus dem ehemaligen Freiwilligen-Regiment Reinhard und dem Regiment Groß-Berlin. Das allgemeine Ziel der Organisation war es, Kader von Freikorps und Einwohnerwehren unter veränderten Rahmenbedingungen zusammenzuhalten und weiter zu schulen. Die Olympia bestand aus einem stabilen Kern jederzeit einsatzbereiter, bereits militärisch erfahrener Aktiver (etwa 2000 Mann) und einer reinen Schulungssektion (die zunächst als Reinhard-Jugend und später als Jugendbund Olympia firmierte) mit befristeter Mitgliedschaft und entsprechender Fluktuation (500 bis 1000 Mann). Der Sitz des Vereins befand sich in der Artilleriestraße 7 (heute Tucholskystraße) im Scheunenviertel. Der erste Leiter der Olympia war ein Gerichtsassessor Heyl, der gleichzeitig führendes Mitglied der Berliner Orgesch-Filiale (Berliner Heimatverband) war. Er setzte sich im Februar 1921 nach dem Auffliegen mehrerer Waffenlager ab.
Der Satzung nach ein Sportverein mit dem Zweck der Pflege verschiedener Sportarten und sonstiger „gesellige[r], künstlerische[r] und wissenschaftliche[r]“ Interessen, war die Olympia tatsächlich eine von ehemaligen Offizieren militärisch geführte „Verschwörerorganisation“, deren 23 „Sportgruppen“ in Kompaniestärke über das Territorium der Reichshauptstadt verteilt waren. Die Mitglieder verpflichteten sich beim Eintritt in die Organisation schriftlich, jedem Befehl ihrer Vorgesetzten bedingungslos Folge zu leisten und nach außen völlige Verschwiegenheit zu wahren. Die Beteiligten kamen beinahe ausschließlich aus bürgerlichen Milieus, neben ehemaligen Offizieren prägten Gymnasiasten und Studenten das Bild. Der RKO vermerkte, dass die Olympia „als ziemlich exklusiv“ gelte, Mitglieder seien in der Hauptsache „junge Leute der gebildeten Kreise“. So stieß etwa Hans Maikowski, nachmals Führer des als „Mördersturm“ berüchtigten SA-Sturms 33, als Schüler des Charlottenburger Schiller-Gymnasiums zur Olympia. Der Fememörder Robert Grütte-Lehder, dessen Fall seit Dezember 1923 die Öffentlichkeit beschäftigte, war als Schüler der Oberrealschule in Pankow von einem dort tätigen Studienrat für die Jugend-Sektion der Olympia in Hermsdorf gewonnen worden. In der Umgebung Berlins führte die Olympia über Jahre immer wieder Schieß- und Geländeübungen durch, für die in der Regel Großgrundbesitzer ihre Güter zur Verfügung stellten. Auch Schießübungen in der Versuchs-Anstalt für Handfeuerwaffen in Halensee sind dokumentiert.
Der „Sportverein“ beteiligte sich im Frühjahr 1921 an der Gründung des Bundes für Freiheit und Ordnung in Berlin und Umgebung, in dessen Führungsgremium auch Mitglieder von DDP, DVP und Zentrum vertreten waren. Emil Julius Gumbel bezeichnete diese Organisation 1924 als „Kartell sämtlicher [der] angeblich aufgelösten, tatsächlich aber unter andern Namen weiterbestehenden Selbstschutzverbände von Groß-Berlin.“ Die Olympia als solche wurde vom RKO spätestens seit 1923 als „staatsfeindliche Geheimorganisation“ betrachtet. Im März 1923 war ein führendes Mitglied, der Major a. D. Christoph von Krogh, im Zusammenhang mit dem Verbot der DvFP verhaftet worden. Der ehemalige Oberst Hans von Luck, der 1923 die Führung des Verbandes übernommen hatte, wurde am 12. Oktober 1923 erstmals festgenommen.
Das Ausmaß der Einbindung der Olympia in legale und illegale Strukturen der Reichswehr ist nicht restlos geklärt. Dokumentiert ist, dass Empfehlungen der Olympia-Führer bei der Einstellung von Rekruten in die Reichswehr berücksichtigt wurden. Richard Scheringer, der als Oberschüler zur Olympia gestoßen war, wurde in den Sommerferien des Jahres 1923 von einem Hauptmann des Berliner Wehrkreiskommandos für die Schwarze Reichswehr geworben und geriet so in den Küstriner Putsch. Grütte-Lehder durchlief im Mai 1923 einen Ausbildungskurs der Schwarzen Reichswehr, der von Walther Stennes geleitet wurde. Umgekehrt „übernahm“ die Olympia Personen, die Schulungen der Schwarzen Reichswehr absolviert hatten, darunter Horst Wessel. Grütte-Lehder, der nach seiner Verhaftung umfassende Aussagen machte, charakterisierte den politischen Gehalt dieses Netzwerks so:

„Als Zweck hat man angegeben, es handle sich um den Landesfeind […]; aber im innern Kreis ließ man durchblicken, dass man auch gegebenenfalls gegen die Kommunisten losziehen müsse.“

Im Laufe des Jahres 1925 wurden die Aktivitäten der Bünde Wiking und Olympia in der Berliner Presse verstärkt thematisiert. Im Sommer wurde bekannt, dass deren Übungen mittlerweile das Ausmaß regelrechter Manöver angenommen hatten. Im Oktober überraschten und entwaffneten Mitglieder von KPD und RFB eine Olympia-„Sportgruppe“, die im Tegeler Forst Schießübungen veranstaltet hatte. Angesichts derartiger Vorfälle wurde vielfach vermutet, dass in Rechtskreisen erneut ein Putsch vorbereitet werde.
1925/26 war Luck zusammen mit seinem Mitarbeiter, dem Oberst a. D. Hans von Knauer, tatsächlich mit den militärischen Aspekten eines Putschplans beschäftigt, in den mehrere Persönlichkeiten des „nationalen Lagers“, darunter Heinrich Claß, verwickelt waren. Das Szenario sah vor, Reichspräsident Hindenburg nach einem Rücktritt der Regierung Luther, mit dem im Zuge der Auseinandersetzungen um die Fürstenenteignung gerechnet wurde, zur Ernennung eines weit rechts stehenden Regierungschefs zu veranlassen. Nach dem zu erwartenden Misstrauensvotum des Reichstags war vorgesehen, diesen aufzulösen und gleichzeitig eine allgemeine Mobilisierung der „vaterländischen Verbände“ durchzuführen, mit deren Unterstützung der Reichskanzler – vorgesehen für das Amt war der Lübecker Bürgermeister Neumann – eine zunächst auf den Artikel 48 und die Reichswehr gestützte, zuletzt auf die vollständige Beseitigung der Weimarer Reichsverfassung zielende Diktatur durchsetzen sollte. Wirklich in Gang kam dieses Projekt nicht, da sich ausschlaggebende „vaterländische Verbände“ – in erster Linie der Stahlhelm – nach den beim Kapp-Putsch gemachten Erfahrungen von vornherein weigerten, ohne klare Kooperationszusage der Reichswehrführung tätig zu werden. Nachdem dem stellvertretenden Berliner Polizeipräsidenten Ferdinand Friedensburg konkrete Hinweise zugetragen worden waren, ließ das preußische Innenministerium auf sein Drängen am 11. und 12. Mai 1926 mehrere Hausdurchsuchungen durchführen (unter anderem bei Heinrich Claß, Emil Kirdorf, Eugen Wiskott und Albert Vögler), die belastende Unterlagen zutage förderten. Der preußische Innenminister Severing verbot daraufhin am 16. Mai auf der Grundlage des Republikschutzgesetzes die Bünde Wiking und Olympia. Beide Organisationen legten hiergegen Beschwerden ein, denen der Staatsgerichtshof zum Schutze der Republik am 13. Oktober 1926 stattgab. Da die preußische Regierung offenbar hiermit gerechnet und die Verbote zwischenzeitlich auch mit einem Durchführungsgesetz des Versailler Vertrages (Verbot militärischer Betätigung) motiviert hatte, gegen das kein Rechtsmittel möglich war, blieben diese allerdings wirksam. Das gegen Heinrich Claß im Mai 1926 eingeleitete Verfahren wegen Vorbereitung zum Hochverrat wurde auf Antrag von Oberreichsanwalt Werner im Oktober 1927 vom IV. Strafsenat des Reichsgerichts „aus Mangel an Beweisen“ eingestellt. Gegen andere Beteiligte waren keine Ermittlungsverfahren eingeleitet worden.
Die „nationale“ Presse bemühte sich, die Vorgänge herunterzuspielen, bestritt, dass überhaupt ein Staatsstreich geplant worden sei und nutzte die Gelegenheit für eine Kampagne gegen die mit Hilfe des Versailler „Schandvertrages“ durchgeführte „Unterdrückung nationaler Kräfte“. Daraufhin veröffentlichte das preußische Innenministerium im November 1926 eine Sammlung aussagekräftiger Dokumente. Auch viele linke Kommentatoren nahmen die Enthüllungen vom Mai 1926 zunächst nicht besonders ernst. Carl von Ossietzky schrieb in der Weltbühne:

„Alle von 1920 und 1923 bekannten Requisiten darin; auch das Galgenseil als einigendes Band neuer Volksgemeinschaft fehlt nicht. Alles ist undiskutabel töricht. Spuk eines Spuks, den vor fast drei Jahren bayrische Gewehrkugeln auf dem Odeonsplatz verscheucht haben. Wann jemals wäre die Atmosphäre zum Rechtsputsch ungünstiger gewesen als jetzt! Links ist der Zug der Stunde. […] Und da sollte irgendein Onkel Neumann aus Lübeck gerade dort aufstehen, wo Ludendorff kippte? Die bürgerliche Linke päppelt den Hokuspokus, um zu verdecken, wie schmählich sie in der Fahnenfrage zurückgewichen ist.“

Als die Verbote von Olympia und Wiking im Oktober 1926 aufgehoben wurden, befasste sich Ossietzky in der Weltbühne noch einmal mit dem Fall. Dabei prägte er sein bekanntes Diktum „Vorbereitungen zum Rechtsputsch sind in Deutschland nicht strafbar.“
Die Gruppe um Luck trat nach dem Verbot der Olympia in den Stahlhelm ein, während zahlreiche andere ehemalige Mitglieder zur Berliner SA gingen, die im März 1926 mit anfänglich etwa 450 Mitgliedern aus den Resten des im Vorjahr verbotenen Frontbanns hervorgegangen war und durch den Übertritt der Olympia-Kader „stark aufgefüllt“ wurde. Bernd Kruppa spricht von einem „Massenübertritt“ zur SA im Sommer 1926 und betont, dass schon seit 1925 „Doppelmitgliedschaften in der Olympia und in NS-Organisationen bei jugendlichen Mitgliedern fast die Regel gewesen“ seien.